# اداره پست مرکزی بوئنوس آیرس
ساختمان اداره پست مرکزی بوئنوس آیرس (نام بومی: "Palacio de Correos y Telecomunicaciones" یا نام رایجتر "کرِوُ مرکزی") که اکنون مرکز فرهنگی نستر کریشنر می‌باشد، محل نشست کرو آرژانتین (دپارتمان اداره پست مرکزی) تا سال ۲۰۰۵ بوده‌است. این ساختمان در سن نیکلاس بوئنوس آیرس، محله بوینس آیرس آرژانتین واقع شده‌است.